# Барабинский округ
Барабинский округ — административно-территориальная единица Сибирского края, существовавшая в 1925—1930 годах.
Окружной центр — город Каинск.

## История
Барабинский округ был образован 9 декабря 1925 года из Каинского и части Каргатского уездов Новониколаевской губернии и большей части Татарского уезда Омской губернии. Центром округа был назначен город Барабинск. Округ был разделён на 17 районов.
19 июня 1929 из Омского округа в состав Барабинского был передан Еланский район с центром в селе Еланское, а из упразднённого Тарского округа — Муромцевский район с центром в селе Муромцево.
30 июля 1930 Барабинский округ, как и большинство остальных округов СССР, был упразднён. Его районы отошли в прямое подчинение Западно-Сибирского края.

## Административно-территориальное деление
г. Каинск - окружной центр
г. Барабинск - центр одноименного района, но не включался в его состав
г. Татарск - центр одноименного района, но не включался в его состав
- Баклушевский район (село Баклуши)
- Барабинский район (город Барабинск)
- Биазинский район (село Биаза)
- Верх-Ичинский район (село Верх-Ича)
- Еланский район (село Еланское)
- Казанский район (село Зюзя)
- Купинский район (Купино)[1]
- Кыштовский район (село Кыштовка)
- Мало-Красноярский район (село Мало-Красноярка)
- Меньшиковский район (село Меньшиково)
- Михайловский район (село Михайловское)[2]
- Муромцевский район (село Муромцево)
- Нижне-Каргатский район (село Нижне-Каргат)
- Ново-Троицкий район (село Ново-Троицкое)
- Спасский район (село Спасское)
- Татарский район (город Татарск)
- Убинский район (село Убинское)
- Чановский район (село Чаны)
- Юдинский район (село Чистоозёрное)
- Крестинский район( в 1928-1930гг) центр с.Крестики (Нынешние часть Калачинского и Оконешниковского района Омской области)

## Население
Население округа в 1926 году составляло 503,4 тыс. человек. Из них русские — 73,5 %; украинцы — 13,6 %; белорусы — 5,2 %; татары — 1,5 %; казахи — 1,1 %. 
ЗАНЯТИЯ НАСЕЛЕНИЯ. Основное занятие земледелие (рожь, пшеница, овес, лен, конопля, рыжик и т.д.), животноводство, пчеловодство (имело экспортное значение) рыбная ловля на озерах (большие поставки рыбы по СССР и экспорт) и лесные промыслы (вывоз древесины и кедра имеет экспортное значение). В 1926г. 1796,9 тыс. голов скота, в 1927г. 2037,8 тыс. голов скота, в 1928 г. 2052,9 тыс. голов скота.. Производство до 40% сливочного масла в союзном экспорте. В 1927/28 операционном году находилось 444 маслозавода, в том числе с ручным производством 413( 90,7% количества и 81% выработки сливочного масла, с конным 27( 6,8% от числа и 14% выработки; механизированных 4 (3,5% числа заводов и 5% выработки готовой продукции). Производство довольно быстро прогрессировало и модернизировалось. Охвачено контролем качества произведенной продукции лабораторией молочного хозяйства было всего 172 завода.В Барабинском районе округа таковых насчитывалось 23 маслозавода, в Баклушевском 1, Верх_ичинском 16; Казанском 2; Купинском 74 Михайловском 11, Нижнекаргатском 6, Новотроицком 3, в Спасском 11, в Убинском 4; в Чановском 12, в Еланском 8, Кыштовском 4, Крестинском 1, Меньщиковском 14, Малокрасноярском 4, в Татарском 35, в Юдинском 10 ( Источник: Отчет о работе Каинской испытательной лаборатории молочного хозяйства за 1927-1928 операционный год/ сост. В. Давыдова Каинск: Окружное земельное управление, 1929. С. 4-12). Падение закупки и производство масла отмечено с началом коллективизации.
В 1928г. организовано "Барабинское общество краеведения", которое находилось в окружном центре- г. Каинске. Работали молочная школа, педтехникум, финансовый техникум.. В 1929 г. принято решение открыть с 1930 г. в г. Каинске зооветеринарный техникум.На 1928/29 учебный год имелось : школ 1-й ступени 851 (годом ранее 693( повышенного типа 59 (годом ранее 48), национальных школ 68 (годом ранее 40), изб читален 70 (годом ранее 59). Состояние здравоохранения оценивалось как зачаточное. (Источник Два года работы(отчет Барабинского окрисполкома). Каинск: Окружком, 1929. С.7-30, 64-72